# Тамки
Тамки (вьет. Tam Kỳ) — город провинциального подчинения в центральной части Вьетнама. Административный центр провинции Куангнам.

## История
Город Тамки был основан в 1906 году, во времена правления династии Нгуен. Во время Вьетнамской войны здесь размещалась важная военная база США. Город был взят войсками Северного Вьетнама 24 марта 1975 года. В 1997 году Тамки стал административным центром провинции Куангнам, что способствовало его более быстрому развитию.

## География
Абсолютная высота — 13 метров над уровнем моря. Расположен в 821 км от столицы страны, города Ханой, примерно в 70 км к юго-востоку от Дананга.

## Население
По данным на 2019 год численность населения составляет 122 374 человек.
Динамика численности населения города по годам:
| 1989   | 2013   | 2019    |
| ------ | ------ | ------- |
| 45 843 | 59 097 | 122 374 |

## Транспорт
Имеется железнодорожное сообщение. Ближайший аэропорт Чулай находится в 30 км от города. Международный аэропорт Дананга располагается в 70 км от Тамки.